# Cessione volontaria
La cessione volontaria di un bene (nella maggior parte dei casi si tratta di terreni) si ha quando un terreno di proprietà privata viene espropriato parzialmente con apposito decreto. Con l'emanazione del decreto di esproprio il bene può perdere valore perciò l'espropriato (ovvero il proprietario del bene oggetto di esproprio) può decidere di cedere allo Stato anche la parte rimanente del bene che non era stata espropriata. In tal caso nel calcolo dell'indennità si dovranno applicare dei coefficienti di maggiorazione. 

## Cessione volontaria di un'area fabbricabile
Nel caso il bene sia un'area fabbricabile o, in caso di cessione volontaria, l'indennità effettiva sarà rivalutata del 10% rispetto l'indennità proposta prima della cessione volontaria.

## Cessione volontaria di un'area non fabbricabile
Per la cessione delle aree non fabbricabili, la maggiorazione dell'indennità è pari al 50% del valore dell'indennità iniziale; se inoltre il proprietario è coltivatore diretto dell'area allora la maggiorazione sarà pari a 3 volte l'indennità proposta. In questo valore non si tiene conto del valore dei fabbricati rurali perché già incluso nella maggiorazione.